# 조진호 (경찰)
조진호(趙振浩, ? ~ ?)는 대한제국과 일제강점기의 경찰이다.

## 생애
신상에 대해서는 본적지의 주소가 경기도라는 것만 알려져 있다. 한일 병합 조약 체결 직전인 1908년에 대한제국 내부 경시청의 경부로 기용되었다. 같은 해 한성부 남부 경찰서의 동현분서 경부를 맡았다.
이 무렵은 1907년 대한제국 군대 해산 이후 의병 항쟁이 활발히 일어난 시기였다. 조진호는 체포된 의병을 신문해 조서를 작성하거나 통역 업무에 종사하는 등으로 의병 운동 탄압에 가담했다. 경기도에서 의병을 일으켰다가 사형당한 이치옥이 체포되었을 때 그를 조사했고, 충청북도 지역의 의병장 조봉선, 해산 군인 출신인 윤수정도 취조했다. 이완용 암살을 기도한 이재명 사건에 연루되어 징역 15년형을 선고받은 김정익은 조진호의 통역을 통해 조사를 받았다.
1909년에 기유각서가 체결되면서 대한제국의 경찰권은 공식적으로 일본 제국에 넘어갔으며, 이듬해 한일합방으로 조진호도 조선총독부 소속의 경부가 되었다. 1910년부터 1924년까지 약 14년 동안 충청도 지역에서 근무했다. 보은과 대전, 제천, 청주의 경찰서에서 경부로 재임했다. 1912년에 일본 정부가 한일합방을 기념해 수여한 한국병합기념장을 받았다.
대한민국 친일반민족행위진상규명위원회가 2007년에 발표한 친일반민족행위 195인 명단과 2008년 민족문제연구소가 발표한 친일인명사전 수록예정자 명단의 경찰 부문에 포함되었다.

## 참고 자료
- 친일반민족행위진상규명위원회 (2007년 12월). 〈조진호〉 (PDF). 《2007년도 조사보고서 II - 친일반민족행위결정이유서》. 서울. 1478~1484쪽. 발간등록번호 11-1560010-0000002-10. [깨진 링크(과거 내용 찾기)]